# Abbad Ben Sarhán
Abbad Ben Sarhán (Játiva 1071-†Marruecos 1148), fue un sabio hispanoárabe que estudió con los Beni Mofaguaz y después pasó a Oriente, residiendo algún tiempo en La Meca y en Bagdad.
De regreso a España se estableció en Córdoba y se dedicó a la enseñanza, contando entre sus principales discípulos a Aben Pascual.